# Journal of Sex Research
Das Journal of Sex Research ist eine von Experten begutachtete wissenschaftliche Zeitschrift, die sich mit dem Studium der menschlichen Sexualität und dem Bereich der Sexologie im Allgemeinen befasst. Sie wird von Routledge im Auftrag der Society for the Scientific Study of Sexuality herausgegeben. Im Jahr 1963 hatte die Gesellschaft eine einmalig erscheinende Zeitschrift mit dem Titel Advances in Sex Research herausgegeben. Das Journal of Sex Research wurde dann erstmals 1965 veröffentlicht. Die derzeitige Chefredakteurin ist Cynthia A. Graham (University of Southampton).
Im Jahr 2021 hatte die Zeitschrift einen Impact-Faktor von 4,453. Laut dem SCImago Journal Rank (SJR) belegte die Zeitschrift 2013 Platz 1.421, Die Zeitschrift enthält seit 2009 die Annual Review of Sex Research.